# 沃尔奈 (科多尔省)
沃尔奈（法語：Volnay，法語發音：[vɔlnɛ]）是法国科多尔省的一个市镇，位于该省南部，属于博讷区。

## 地理
沃尔奈（47°0'5"N, 4°46'53"E）面积7.55 平方千米，位于法国勃艮第-弗朗什-孔泰大區科多尔省，该省份为法国中东部省份，北起奥布省，西接涅夫勒省和约讷省，南至索恩-卢瓦尔省，东南接汝拉省，东临上索恩省，东北部与上马恩省接壤。
与沃尔奈接壤的市镇（或旧市镇、城区）包括：楠图、默尔索、塔伊、布利尼莱博讷、默卢瓦塞、蒙泰利、波马尔、圣罗曼。

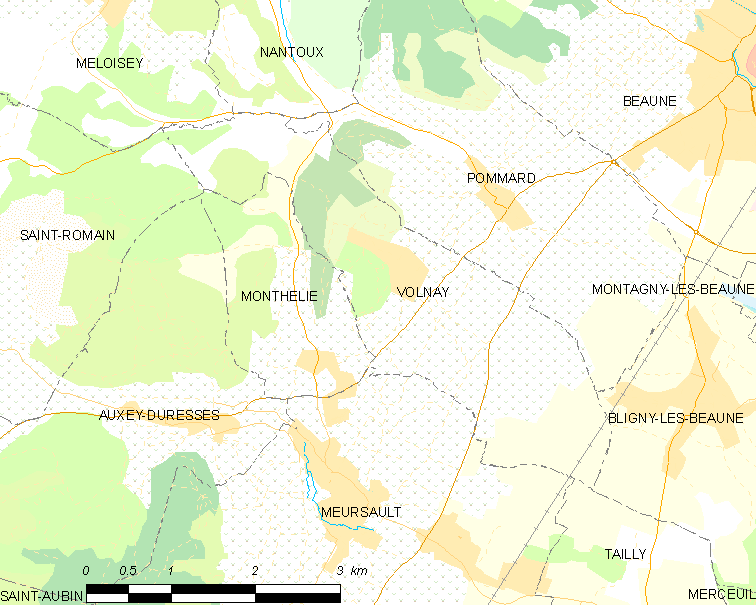
的OSM定位图

沃尔奈的时区为UTC+01:00、UTC+02:00（夏令时）。

## 行政
沃尔奈的邮政编码为21190，INSEE市镇编码为21712。

## 政治
沃尔奈所属的省级选区为拉杜瓦-塞里尼县。

## 人口

1962-2008年间人口变化图示

沃尔奈于2022年1月1日时的人口数量为225人。